# Straubing
Straubing (pronunciación en alemán: /ˈʃtʁaʊ̯bɪŋ/ⓘ) es una ciudad de 47 794 habitantes localizada en el estado de Baviera, dentro de la región de Baja Baviera. Es un distrito urbano y sede del distrito de Straubing-Bogen. La ciudad es reconocida por realizar la segunda celebración folclórica más importante en Baviera, conocida como Gäubodenvolksfest, la cual se lleva a cabo anualmente en agosto.

## Residentes históricos

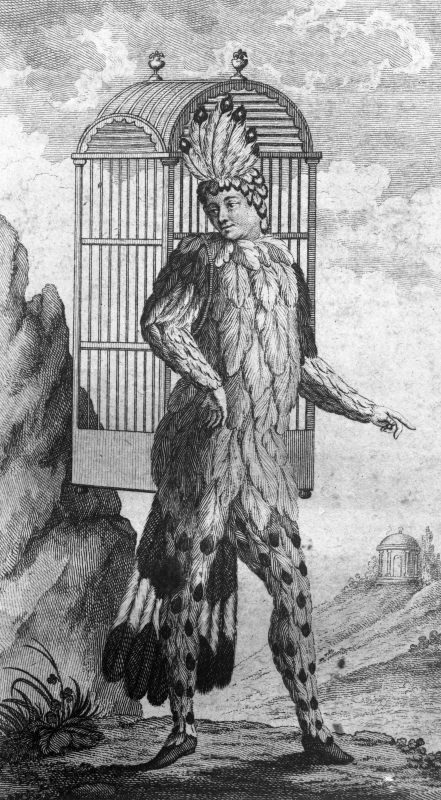
Emanuel Schikaneder como Papageno

- Agnes Bernauer (1410-1435), esposa de Alberto III de Baviera
- Joseph von Fraunhofer (1787-1826), físico y óptico.
- Emanuel Schikaneder (1751-1812), empresario, actor, cantante y compositor.
- Ulrich Schmidl (1510-1580), explorador y adelantado del Río de la Plata y consejero.
- Carl Spitzweg (1808-1885), pintor del romanticismo.